# Angelo Torchi
Pour les articles homonymes, voir Torchi (homonymie).
Angelo Torchi (né le 8 novembre 1856 à Massa Lombarda et mort le 6 décembre 1915 à Ravenne) est un peintre italien macchiaiolo de la fin du XIXe et début du XXe siècle.

## Biographie

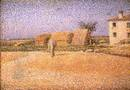
Angelo Torchi - Un coin au soleil.

Angelo Torchi étudie à Florence auprès de Lorenzo Gelati puis déménage à Naples (1880) où il apprend auprès de Alceste Campriani. De retour à Florence, il fréquente les peintres macchiaioli Telemaco Signorini, Silvestro Lega, Adriano Cecioni, Francesco Gioli et Luigi Gioli.
En 1889 lors d'un voyage à Paris, il se rapproche du divisionnisme et s'intéresse à Degas, Manet, Pissarro et Renoir. Il se rend ensuite à Londres où il fait la découverte de John Constable. Il abandonne le divisionnisme en (1896). 
Peintre paysagiste de peintures réalisées en extérieur, il participe aux  biennales vénitiennes de 1897 à 1914. Il expose ses créations à Paris, Londres et Munich.

## Œuvres
- Effetto di crepuscolo (Effet de crepuscule) (1897).
- Crepuscolo toscano (Crepuscule toscan) (1899).
- Mattino di settembre (Matin de septembre) (1901).
- Paesaggio (Paysage) (1905).
- Tramonto autunnale (Coucher de soleil d'automne)(1907).
- Impressione di un mercato (Impression au marché) (1890-1891).
- Pergolato (Verger)(1891).
- Giardino con casa (Jardin avec maison) (1891).
- Ritratto di signorina, (Portrait de jeune feuille) (Palazzo Pitti).
- La risaia di Massa Lombarda, (La risière de Massa Lombarda) (Palazzo Pitti).
- Il Gabbro,(Palazzo Pitti).
- Autoritratto, (Autoportrait)(Palazzo Pitti).

## Sources
- Piero Dini, Giuseppe Marini, L’Art de Angelo Torchi (édition Dolomia, Trente 1990).